# إيكيغو إهيوسون
إيكيغو إهيوسون (بالإنجليزية: Ekigho Ehiosun)‏ (25 يونيو 1990 بواري في نيجيريا - ) هو لاعب كرة قدم نيجيري في مركز الهجوم. شارك مع منتخب نيجيريا لكرة القدم. أما مع النوادي، فقد لعب مع سامسون سبور وغنتشلربيرليغي ونادي قبله وواري وولفز.

## وصلات خارجية
- إيكيغو إهيوسون على موقع اتحاد تركيا (لاعب) (الإنجليزية)
- إيكيغو إهيوسون على موقع قاعدة بيانات كرة القدم.إي يو (الإنجليزية)
- إيكيغو إهيوسون على موقع ناشيونال فوتبول تيمز (الإنجليزية)
- إيكيغو إهيوسون على موقع Soccerway.com (الإنجليزية)
- إيكيغو إهيوسون على موقع عالم كرة القدم.نت (الإنجليزية)